# Anija
Anija es un municipio rural y una localidad de Estonia perteneciente al Condado de Harju. Su capital es la ciudad de Kehra, una de las 31 localidades del municipio. A 1 de enero de 2016 tiene 5474 habitantes en una superficie de 517 km².

## Localidades de Anija (población año 2011)
- Aavere 12
- Aegviidu 761
- Alavere 339
- Anija 117
- Arava 48
- Härmakosu 58
- Kaunissaare 79
- Kehra 2,889
- Kihmla 31
- Kuusemäe 28
- Lehtmetsa 719
- Lilli 97
- Linnakse 73
- Looküla 43
- Lükati 65
- Mustjõe 28
- Paasiku 33
- Parila 51
- Partsaare 24
- Pikva 93
- Pillapalu 82
- Rasivere 40
- Raudoja 62
- Rooküla 93
- Salumäe 52
- Salumetsa 27
- Soodla 87
- Ülejõe 202
- Uuearu 47
- Vetla 45
- Vikipalu 61
- Voose 64